# La Villa d'en face
La Villa d'en face est un roman policier pour la jeunesse de Boileau-Narcejac, paru en 1991. Il fait référence au film fenêtre sur cour.

## Personnages
- Philippe : un jeune garçon malade.  Il est passionné par la ville.
- Claudette : sœur de Philippe. Elle est passionnée par la télévision.
- Le Hollandais : un nouveau voisin que Philippe soupçonne d'avoir commis un braquage

## Résumé
Le père des enfants est capitaine au long cours, il est absent durant toute l'action du roman. Leur mère est partie chez leur grand-mère, on ne la verra pas non plus. Les enfants se retrouvent donc seuls.
Philippe ne va pas à l'école ; il souffre d'une bronchite. Claudette apprend au journal télévisé qu'il y a eu un braquage à la banque de Vichy. Profitant de l'absence de leurs parents, les enfants vont enquêter.
Claudette recueille des informations à la télévision, Philippe observe l'extérieur avec les jumelles de son père. Avec ces deux instruments (télévision + jumelles) ils vont apprendre que leurs nouveau voisin héberge LE braqueur.

## Postérité
En France, le titre est considéré comme un classique par le Ministère de l'Éducation nationale dans la liste de références pour la littérature à l'école publiée pour le cycle 3.